# Al-Mansur Abu Bakr
Al-Malik al-Mansur Saif ad-Din Abu Bakr ibn Muhammad (arabisch الملك المنصور سيف الدين أبو بكر بن محمد, DMG al-Malik al-Manṣūr Saif ad-Dīn Abū Bakr b. Muḥammad, * 1321; † 1341 in Kairo) war im Jahre 1341 Sultan der Mamluken in Ägypten.

## Leben
Die großen Emire hatten am Sterbebett Sultan an-Nasir Muhammads I. geschworen, dass „sie die Mamluken seines Hauses seien und dass sie, solange es auch nur noch eine blinde Tochter des Herrschers gäbe, seinem Hause bis zu ihrem Tode die Treue halten würden.“ So kamen in den folgenden 41 Jahren zwölf Nachkommen an-Nasir Muhammads auf den Thron, die von verschiedenen rivalisierenden Gruppierungen der führenden Mamluken favorisiert wurden. Der erste war an-Nasirs 1321 geborener und somit ältester Sohn Abu Bakr, ein als großzügig, freundlich und ambitioniert geltender, charmanter Zwanzigjähriger, den der Vater als seinen Nachfolger empfohlen hatte. Die Emire riefen Abu Bakr mit Zustimmung seines älteren Bruders Ahmad, der in Karak (im heutigen Jordanien) weilte, in der Zitadelle von Kairo zum Sultan aus.
Der neue Herrscher ernannte seinen Stiefvater, den Emir Saif ad-Din Tuquzdamur zum Vize-Sultan sowie Qausun, einen der einflussreichsten Emire seines Vaters, und den Emir Baschtak zu seinen Sekretären. Gemeinsam mit den Emiren und Rechtsgelehrten der Zitadelle setzte er weiterhin erneut den Abbasiden-Kalifen al-Hakim II. in sein Amt ein und führte zur Freude der Bevölkerung neben Gold- auch Silbermünzen ein. Außerdem rief er eine Stiftung für Koran-Rezitationen im Mausoleum des Grabkomplexes seines Großvaters Qalawun ins Leben.
Während das Mamluken-Reich in seiner Regierungszeit keinen äußeren Gefahren ausgesetzt war, drohte ein innerer Konflikt, der letztlich zum Sturz Abu Bakrs führte. Alles begann damit, dass Baschtak vom Sultan zu dessen Stellvertreter in Syrien ernannt werden wollte, was angeblich Abu Bakrs Vater an-Nasir Muhammad so gewollt hatte. Qausun war strikt gegen diese Ernennung, woraufhin Baschtak versuchte, die anderen Mamluken-Emire mittels Bestechung auf seine Seite zu ziehen. Qausun überzeugte nun Sultan Abu Bakr davon, dass Baschtak plante, selbst den Thron zu besteigen, und daher verhaftet werden müsse. So wurde Baschtak gemeinsam mit seinen Mamluken und Anhängern in Alexandria interniert und sein Besitz (samt Lehen) vom Sultan eingezogen und zum Teil an Qausun und andere Emire verteilt. Qausun, nun mächtigster Emir in Ägypten, begann sich alsbald dem Sultan zu widersetzen und zeigte seine Abneigung gegen das Verhalten Abu Bakrs, der gemeinsam mit seinen Freunden in der Zitadelle nächtliche Feste feierte, dabei Alkohol trank und sich an Tanz- und Musikdarbietungen erfreute. Er sandte Abu Bakrs Stiefvater zu ihm mit der Aufforderung, von seinen üblen Vergnügungen, die bereits im Volke bekannt seien, abzulassen. Der Sultan ließ sich davon jedoch nicht beeindrucken, woraufhin Qausun die Emire versammelte und ihnen erklärte: „Es schickt sich nicht, dass der Sultan von Ägypten Feste feiert mit Sängerinnen und Wüstlingen. Hat sein Vater je so gehandelt?“ Als Abu Bakr davon hörte, rieten ihm seine Emire, Qausun festnehmen zu lassen. Er sollte nach dem Freitagsgebet verhaftet werden, aber Qausun erschien nicht in der Moschee, sondern marschierte stattdessen am gleichen Abend gemeinsam mit seinen Mamluken und Emiren zur Zitadelle. Der Sultan wurde beim Feiern mit seinen Freunden von dieser Rebellion völlig überrascht und obendrein liefen etliche seiner eigenen Emire und Mamluken zu Qausun über.
So wurde Abu Bakr nach nur zwei Monaten an der Macht entthront, durch seinen erst siebenjährigen Bruder al-Aschraf Ala ad-Din Kütschük ersetzt und gemeinsam mit seinen Emiren und sechs seiner Brüder im oberägyptischen Qus interniert. Kurz darauf wurde er auf Befehl von Qausun, der nun der eigentliche Machthaber im Land war, im Gefängnis ermordet.